# Thlaspi arvense
Thlaspi arvense (carraspique,  zurrón boliviano) es una especie botánica de planta con flor,  fétida, de Eurasia, con silicuas chatas; naturalizada en Norteamérica, donde es una maleza acuática y terrestre.  Está emparentada con las especies de Lepidium.

## Descripción
Es una planta anual que alcanza un tamaño de hasta 70 cm de altura, ramificada arriba, glabra raramente muy poco peluda. Hojas basales oblanceoladas, de 2-8 cm de largo, 1-2 cm pecioladas, dentadas; hojas superiores lanceolado-oblongas, de 2-6 cm de largo, 0,5-2 cm de ancho, sésiles, auriculadas en la base, amplexicaules, dentadas a subenteros. Racimos de 30-70-flores, hasta 25 cm de largo en el fruto. Flores de 3-5 mm de diámetro, blancas; pedicelos de 10-15 mm de largo en el fruto, glabra, extendiendo. Sépalos c. 2 mm de largo, 1,3 mm de ancho. Pétalos de 3-4.5 mm de largo, 1.5-2 mm de ancho. Estambres c. 1.5:2 mm de largo, anteras c. 0,5 mm. Silicua ± orbicular. 1-2 cm de diámetro, profundamente dentados en el ápice con el estigma subsésil, glabros; ala. Prominente, reticulately veteada; septum   1,5 mm de ancho, 4-6 semillas en cada lóculo, 1.5-2 mm de largo, elipsoide, de color marrón oscuro.

## Como comestible
Tiene gusto algo amargo;  usualmente se parboliza  (cocción parcial) para quitar el amargor. Es muy usada en ensaladas, y en sándwichs. 

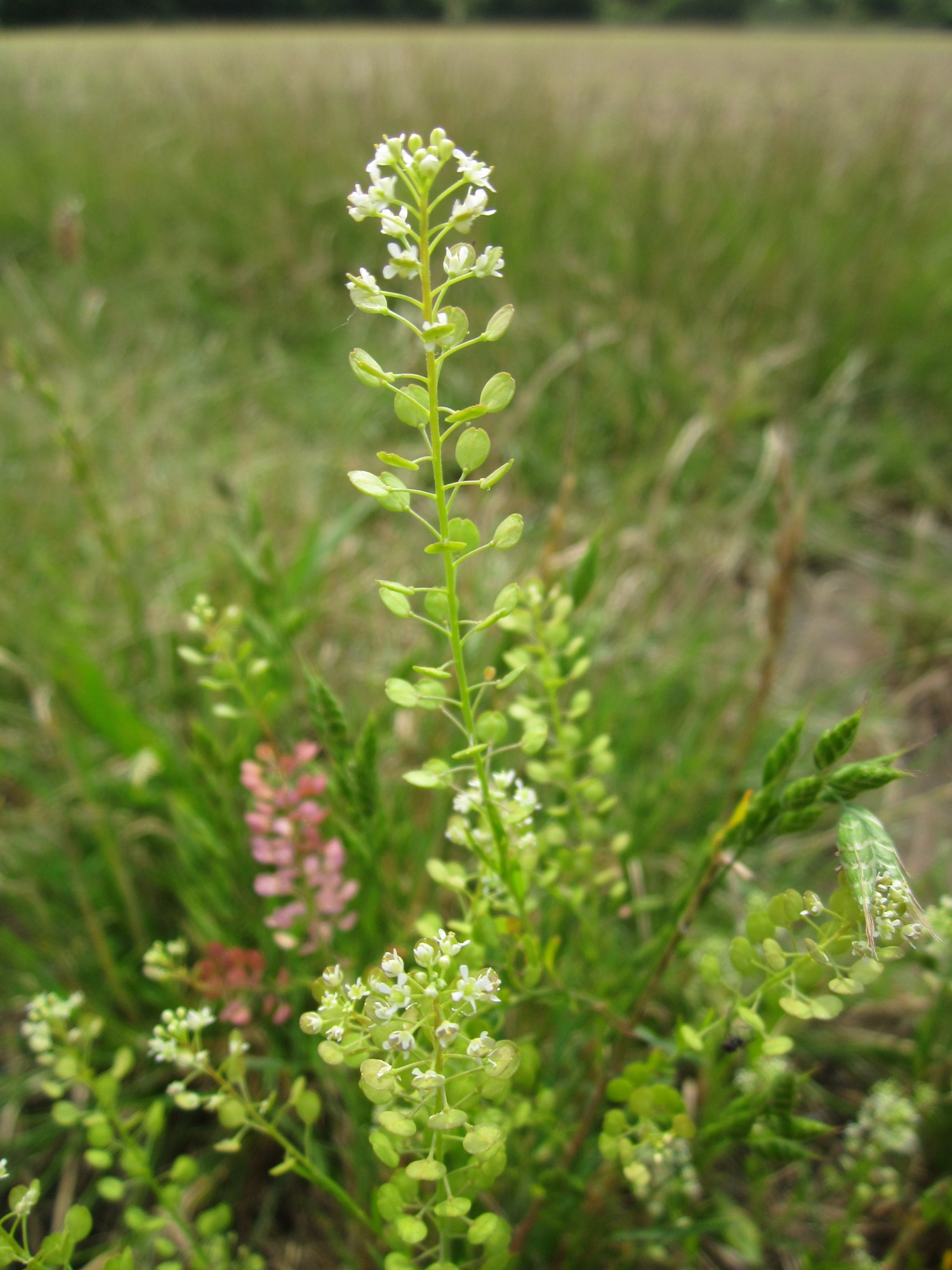
Inflorescencia

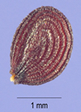
Semilla

## Otros usos
Sus semillas dan mucho aceite, par hacer biodiésel (36-40 % de aceite por peso), y un herbicida de base natural.

## Taxonomía
Thlaspi arvense fue descrito por Carlos Linneo y publicado en Species Plantarum 2: 646. 1753.
Etimología
Thlaspi: nombre genérico que deriva del griego thláspis; latinizado thlaspi = en Dioscórides y Plinio, nombre de dos plantas; según parece, de la familia de las crucíferas; una de ellas quizá la bolsa de pastor o pan y quesiIlo –Capsella bursa-pastoris (L.) Medik.; Thlaspi bursa-pastoris L.–. Dice Dioscórides, según la traducción de Laguna, que tiene “una simiente pequeña... y de figura de un plato, que parece ser machucada, de donde le vino el nombre” (gr. thláō = romper, machucar)
arvense: epíteto latino que significa "de cultivo en los campos".
Sinonimia
- Crucifera thlaspi (Roxb.) E.H.L.Krause
- Lepidium thlaspi Roxb.
- Teruncius arvense (L.) Lunell
- Teruncius arvensis (L.) Lunell
- Thlaspi baicalense DC.
- Thlaspi collinum Bieb.
- Thlaspi strictum Dalla Torre & Sarnth.
- Thlaspidea arvensis (L.) Opiz
- Thlaspidium arvense (L.) Bubani[4][1]